# Lea i Darija
Lea i Darija ist ein biografisches Filmdrama des kroatischen Filmregisseurs Branko Ivanda aus dem Jahr 2011. Der auf wahren Begebenheiten beruhende Film beschreibt die Freundschaft der jungen Schauspielerin Lea Deutsch mit der Tänzerin Darija Gasteiger und beider Schicksal in Jugoslawien Anfang der 1940er Jahre.

## Handlung
Zagreb, 1940: Die dreizehnjährige Lea ist ein bekannter Kinderstar und feiert auf der Bühne als Schauspielerin internationale Erfolge. Ihre neue Bühnenpartnerin wird die Tänzerin Darija. Nachdem beide zunächst konkurrieren, entsteht zwischen den Mädchen eine enge Freundschaft. Doch dann wird das Königreich Jugoslawien in den Zweiten Weltkrieg hineingezogen, das Land zerschlagen und beider kroatische Heimat gerät als Unabhängiger Staat Kroatien unter den Einfluss des Nationalsozialismus. Während Darijas Karriere hierdurch einen Schub erhält und sie sogar in Berlin auftreten darf, wird Lea fortan als Jüdin diskriminiert und unter anderem mit einem Auftrittsverbot belegt. Schließlich wird sie mit ihrer Familie deportiert. Den Transport in ein Konzentrationslager überlebt sie nicht. Ihre Mutter und ihr Bruder sterben im KZ Auschwitz.
70 Jahre später lebt Darija, die mit ihrer Familie beim Zusammenbruch der Unabhängigen Republik Kroatien nach Österreich fliehen musste, als Greisin in Innsbruck und erinnert sich an ihre lange verdrängte Zeit mit Lea.

## Hintergrund
Der Film entstand in 35 Drehtagen an Originalschauplätzen in Zagreb und Umgebung. Er ist eine Co-Produktion des kroatischen Fernsehens mit Art septime.
Die Hauptdarstellerinnen Klara Naka (* 1998 in Zagreb) und Tamy Zajec (* 1996 in Zagreb) sind professionelle Tänzerinnen und Stepperinnen.
Der Film erlebte seine Uraufführung am 16. Juli 2011 auf dem Pula Film Festival und kam am 29. Januar 2012 in die kroatischen Kinos.
Zeitgleich mit dem Spielfilm entstand eine 55-minütige Dokumentation über Lea und Darija.

## Kritiken
Volker Petzold urteilte in der Fachzeitschrift KinderJugendfilmKorrespondenz (kjk), dass die heutige Existenz der beiden Hauptdarstellerinnen "ein außerordentlicher Glücksumstand für Regisseur Branko Ivanda" gewesen sei, "denn nur mit diesen zwei und zu diesem Zeitpunkt konnte er das Schicksal von Lea und Darija auf die Leinwand
bringen". Der Regisseur erzähle "dem Zuschauer Leas Leben und Tod (...) ohne zu beschönigen, aber auch ohne zu richten und zu verurteilen." Leas Sterben im Eisenbahnwaggon gerinne dabei zu "einer ausgelassenen Musical-Szene, in der die Wände des Wagens auseinanderfallen und die todgeweihten Gestalten – allen voran die leidenschaftlich steppende Lea – einen Hymnus auf das Leben darbringen, erinnernd an die nicht minder paradoxen Szenen aus Roberto Benignis "La vita e bella" (Das Leben ist schön) und Radu Mihaileanus "Train de vie" (Zug des Lebens)."

## Auszeichnungen
- Jewish Eye – World Jewish Film Festival 2011 – Bester Film[8]